# Max Emanuel Cenčić
Max Emanuel Cenčić (ur. 21 września 1976 w Zagrzebiu) – chorwacki śpiewak operowy, kolejno: sopran chłopięcy, sopran i kontratenor.
W latach 1986–1992 śpiewał jako solista (sopran) w Wiedeńskim Chórze Chłopięcym. Między innymi wykonywał sopranowe partie solowe w oratorium Mesjasz. Już w wieku dziecięcym wyróżniał się doskonałą techniką i pełną, choć jasną barwą głosu, dysponując wysoką jego skalą (umożliwiającą swobodne operowanie pełnym zakresem sopranu koloraturowego).
Po przejściu mutacji głosu przez kilka lat dysponował jeszcze pełną skalą sopranu lirycznego, dzięki stosowaniu odpowiedniej techniki (podobnie jak Peter Jelosits).
Po okresie przerwy rozpoczął dalszą część swej muzycznej kariery jako kontratenor mezzosopranowy. Ma w swoim dorobku liczne nagrania płytowe, występy sceniczne. Śpiewa zarówno muzykę kościelną barokową i klasyczną, jak i arie kastratów.